# Heterocampa chapmani
Heterocampa chapmani är en fjärilsart som beskrevs av Augustus Radcliffe Grote 1891. Heterocampa chapmani ingår i släktet Heterocampa och familjen tandspinnare. Inga underarter finns listade i Catalogue of Life.